# Styringomyia terraereginae
Styringomyia terraereginae là một loài ruồi trong họ Limoniidae. Chúng phân bố ở miền Australasia.